# فلاش (باري ألين)
البرق هو بطل خارق يظهر في القصص المصورة الأمريكية التي تنشرها دي سي كومكس. باري "بارثولوميو هنري" ألين هو ثاني شخصية يطلق عليها اسم «البرق». ظهرت الشخصية للمرة الأولى في أكتوبر 1956 في سلسلة شوكيس العدد رقم 4. الشخصية من ابتكار كل من الرسام كارمين إنفانتينو والكاتب روبرت كنير.
باري ألن، هو خبير كيميائي جنائي اكتسب بطريق الخطأ قوى خارقة بعد أن ضربته صاعقة برق في مختبره. ومثل الأبطال الآخرين المعروفين باسم فلاش، يعد باري "خارق سرعة" حيث تنبع قواه بشكل رئيسي من سرعته الخارقة. يرتدي زيًا مميزًا باللونين الأحمر والذهبي مصممًا لمقاومة الاحتكاك والرياح، وكان تقليديًا يحفظ الزي مضغوطًا داخل خاتم. اُنشئت شخصية باري ألن كإعادة تصور للبطل الخارق الشهير فلاش (جاي جاريك) الذي ظهر في الأربعينيات. ساعد نجاح القصص المصورة الخاصة بفلاش (باري ألن) في إحداث العصر الفضي للقصص المصورة وساهم في نمو كبير في مجموعة دي سي كوميكس من القصص المصورة والشخصيات الخيال العلمي. خلال المجلدات المبكرة الشهيرة باعتباره فلاش، أسس باري مجموعة خاصة به من الأشرار المميزين والمفاهيم الخيالية العلمية مثل قوة السرعة. كما ساعد فلاش (باري ألن)، من خلال عمليات الانتقال المتقاطع مع شخصيات شهيرة مثل سوبرمان ووندر ومن وباتمان، في تأسيس عنوان دوري "فرقة العدالة" لشركة دي سي كوميكس، والذي حقق نجاحًا من شأنه أن يحدد استراتيجية النشر الخاصة بها لعقود قادمة.
استمرت القصص الكلاسيكية لباري ألن أيضًا في تقديم مفهوم "الكون المتعدد [الإنجليزية]" إلى عالم دي سي كوميكس، والذي لعب دورًا كبيرًا في عمليات إعادة تشغيل استمرارية القصص المصورة العديدة التي قامت بها الشركة على مر السنين. ونتيجة لذلك، كان للفلاش دائمًا دور مهم تقليديًا في قصص الكروس أوفر الكبرى للشركة، وفي كروس أوفر "الأزمة على الأرض اللانهائية" العدد #8 (نوفمبر 1985)، مات باري ألن وهو ينقذ الكون المتعدد ولم يظهر مرة أخرى لمدة 23 عامًا. مُهد لعودته إلى القصص المصورة العادية خلال قصة الكروس أوفر التي كتبها غرانت موريسون "الأزمة النهائية" العدد #2 (يونيو 2008)، والتي تسبق عودته الكاملة في السلسلة المحدودة المصاحبة التي كتبها جيف جونز بعنوان "فلاش: الميلاد الجديد [الإنجليزية]" (يونيو 2009). ومنذ ذلك الحين لعب دورًا محوريًا في قصص الكروس أوفر الأخرى مثل "الليلة الأسود" (2009)، و"فلاشبوينت" (2011)، و"التقارب" (2015)، و"دي سي الميلاد الجديد" (2016).
ظهر باري ألن في العديد من وسائل الإعلام، حيث ظهر لأول مرة في الرسوم المتحركة عام 1967 في "ساعة سوبرمان / أكوا مان للمغامرة" ثم في برنامج "سوبر فريندز". ومنذ ذلك الحين ظهر في العديد من أفلام الرسوم المتحركة الأصلية من إنتاج دي سي يونيفرس. جسد الممثل جون ويزلي شيب الشخصية في المسلسل التلفزيوني المباشر "فلاش" في التسعينيات ومسلسل "آروفيروس". جُسدت الشخصية من قبل غرانت غستن بدور رئيسي في مسلسلات "آروفيروس"، وخاصة المسلسل التلفزيوني "فلاش" لعام 2014، بينما صور عزرا ميلر الشخصية في أفلام كون دي سي الممتد بما في ذلك "باتمان ضد سوبرمان: فجر العدل"، و"الفرقة الانتحارية"، و"فرقة العدالة"، ونسخة المخرج "رابطة العدالة حسب زاك سنايدر"، وحدث الكروس أوفر في آروفيروس "أزمة على الأرض اللانهائية"، ومسلسل "صانع السلام" على ماكس، وفيلم "فلاش" لعام 2023.
قوة البرق الأساسية هي سرعته العالية جدا ولديه القدرة على التحكم بالاهتزاز الجزيئي.

## تاريخ مطبوعات فلاش
ظهر فلاش (بارثولوميو هنري ألين) لأول مرة في المطبوعات في شوكيس#4 (أكتوبر 1956). الفريق الإبداعي كان يوليوس شوارتز، المحرر؛ روبرت كانيغر، الكاتب، كارمين إنفانتينو، الرسام (رسام توضيحي)؛ جو كيوبرت، الحبر (مساعد الرسام التوضيحي). صرح روبرت كانيغر بأنه لا يزال يعتبر جاردنر فوكس "خالق فلاش" وأن إنشاءه لباري ألين هو إعادة صياغة لذلك العمل الأصلي. نتيجة لذلك، لا يوجد اسم واحد يمكن التعرف عليه بسهولة على أنه منشئ الشخصية.
ظهر بطل فوكس الخارق، "فلاش" لأول مرة في فلاش كوميكس#1 عام 1940. في هذه القصة، لم يكن الرجل الذي يرتدي الزي (لم يكن يرتدي قناعًا) يُدعى جاي جاريك. اكتسب شعبية وظهر في ثلاثة عناوين من القصص المصورة.
بعد الحرب العالمية الثانية، انخفضت شعبية الأبطال الخارقين، مما أدى إلى إلغاء العديد من سلاسل القصص المصورة الخاصة بفلاش. اُلغيت سلسلة اول فلاش في عام 1948 بعد 32 إصدارًا. ألغيت سلسلة فلاش كومكس في عام 1949 بعد 104 إصدارًا. توقف إصدار اول ستار كومكس في عام 1951 بعد 57 إصدارًا، حيث كان هذا آخر ظهور لجاي جاريك في العصر الذهبي. شهدت القصص المصورة عن الأبطال الخارقين انخفاضًا في الشعبية والانتشار بعد الحرب العالمية الثانية، حيث احتلت القصص المصورة التي تتناول الرعب والجريمة والرومانسية حصة أكبر من السوق. ومع ذلك، ثار الجدل حول الروابط المزعومة بين القصص المصورة وانحراف الأحداث، مع التركيز بشكل خاص على الجريمة والرعب وبعض عناصر الأبطال الخارقين. في عام 1954، طبق الناشرون هيئة مراجعة القصص المصورة [الإنجليزية] لتنظيم محتوى القصص المصورة. في أعقاب هذه التغييرات، بدأ الناشرون في تقديم قصص الأبطال الخارقين مرة أخرى (لأنها تُفضل على الجريمة والرعب)، وهو تغيير بدأ بتقديم نسخة جديدة من فلاش من دي سي كوميكس في العدد الرابع من شوكيس (أكتوبر 1956).
في عام 1956، أعادت دي سي كوميكس اختراع شخصية فلاش، وأعطته زيًا جديدًا واسمًا وخلفية جديدة. ادعى كارمين إنفانتينو أن تصميم الشخصية كان مستوحى من تكريم شخصية كابتن مارفل التي ابتكرها سابقًا وأطلق عليها اسم كابتن ويوز. لم يكن لهذا الفلاش الجديد، المسمى باري ألين، أي علاقة على الإطلاق بجاي جاريك. في الواقع، لم يكن جاريك موجودًا على الإطلاق، بقدر ما يتعلق الأمر بالقصص المصورة الجديدة. يظهر باري ألين لأول مرة وهو يقرأ نسخة من فلاش كومكس، معربًا عن أسفه لأن جاريك كان "مجرد شخصية ابتكرها كاتب ما". رحب القراء بالفلاش الجديد، لكنهم لا يزالون مهتمين بالفلاش القديم.
في هذا الوقت أيضًا قُدمت آيريس ويست [الإنجليزية]، حبيبة باري ألين آنذاك (وزوجته لاحقًا)، وكانت بالنسبة له مثل "لويس لين" إلى "كلارك كينت". مثل لويس لين، كانت آيريس ويست صحفية، تعمل في هذه الحالة لصالح صحيفة بيكتشر.
ظهر والي ويست [الإنجليزية]، ابن شقيق آيريس ويست ألين، لأول مرة في فلاش#110 (1959)، والذي صور تحوله إلى كيد فلاش، وهو "روبن" إلى "باتمان" فلاش. سيصبح والي ويست لاحقًا الفلاش الجديد بعد سنوات عديدة.
ظهر جاي جاريك كضيف شرف عام 1961 في فلاش#123 "فلاش عالمان". في هذا العدد، اعتُبر جاريك وكأنه يقيم في كون مواز (الأرض-2)، مما سمح للشخصية بالوجود بدون أي تعارضات في الاستمرارية مع باري ألين (الذي كان موجودًا على الأرض-1)، ومع ذلك سمح له بالظهور كضيف في قصص العصر الفضي. تزوج باري ألين وآيريس ويست في عام 1966 في فلاش#165 "عريس واحد أكثر من اللازم!".

### المراحل المهمة في مطبوعات فلاش
1. "رابطة العدالة الأمريكية" (1960): ظهر بارى ألن (فلاش) لأول مرة في فريق العدالة ضمن قصة "ذا بريف آند ذا بولد" #28 (1960). كانت هذه هي القصة المنشورة الأولى التي يظهر فيها بارى ألن كجزء من فريق الأبطال الخارقين "رابطة العدالة" في العصر الفضي (مشابه لفريق "جمعية العدالة" في العصر الذهبي).[12]
2. "فلاش من عالمين" (1961): في العدد رقم 123 من مجلة فلاش، يلتقي بارى ألن بجاى جاريك، مما يؤسس لمفهوم الأكوان المتعددة، والذي أصبح حجر الزاوية في استمرارية دي سي كومكس.[13]
3. "محاكمة فلاش" (1983-1984): تتناول هذه القصة في أعداد فلاش من 323 إلى 350 محاكمة بارى ألن بتهمة قتل عدوه اللدود، ريفيرس فلاش، وتنتهي بتقاعد بارى وانتقاله إلى المستقبل مع أيريس.[14]
4. "أزمة العوالم المتعددة" (1985-1986): يضحي بارى ألن بحياته لإنقاذ الأكوان المتعددة في هذا الحدث العابر الكبير، مما يؤدي إلى وفاته الظاهرة. اختفى لأكثر من عقدين من الزمن في عالم القصص المصورة.
5. "عودة باري ألين" (1993): في أعداد فلاش من 74 إلى 79، يبدو أن بارى يعود، لكن يتضح أنه مؤامرة شريرة. ساعدت هذه القصة في ترسيخ دور والى ويست كفلاش الجديد.
6. "الفلاش: ولادة جديدة" (2009): يعود بارى ألن بشكل قاطع ويُعيد إثبات نفسه كفلاش الرئيسي في هذه السلسلة المصورة المكونة من ستة أعداد. تستكشف القصة تأثير عودته وتعزز مكانته في عالم دي سي.
7. "فلاشبوينت" (2011): حدث عابر رئيسي حيث تخلق أفعال بارى خطًا زمنيًا بديلًا، مما يؤدي إلى إنشاء "اثنان وخمسون الجديدة"، وهو إعادة تشغيل كبيرة لسلسلة دي سي الكاملة للقصص المصورة.
8. "إعادة ميلاد دي سي" (2016): سعت هذه المبادرة إلى استعادة عناصر من استمرارية دي سي التي أحبها المعجبون، دمجًا لبعض جوانب الأكوان قبل وبعد فلاشبوينت. يلعب بارى ألن دورًا حاسمًا في هذه القصص، ويعيد تأكيد إرث فلاش.
9. "ساعة يوم القيامة" (2017-2019): تكملة لواتشمن التي تدمج عالمها مع عالم دي سي، حيث يشارك بارى ألن في السرد الذي يعيد تعريف الجدول الزمني واستمرارية دي سي كومكس.[15]

## سيرة الشخصية الخيالية
باري ألين هو عالم كيمياء جنائية يُعرف عنه بأنه بطيء جدًا ويتأخر باستمرار، مما يُحبط خطيبته، آيريس ويست. في إحدى الليالي، وبينما كان يعمل لساعات متأخرة على قضية جديدة، ضربت صاعقة خاطفة وحطمت صندوقًا مليئًا بمواد كيميائية غير محددة، وأغرقته وأغشي عليه مؤقتًا. نتيجة لذلك، يكتشف آلن لاحقًا أنه يمكنه الركض بسرعات تفوق سرعة الصوت ويمتلك ردود فعل وحواس وشفاء محسنة بنفس القدر. يرتدي لاحقًا بدلة حمراء عليها صاعقة على الصدر (تشبه كابتن مارفل الأصلي من شركة فاوست كوميكس)، ويطلق على نفسه اسم فلاش (على غرار بطل القصص المصورة في طفولته، جاي جاريك)، ويصبح محارب الجريمة المقنع وحامي مدينة سنترال سيتي.
قام إيرا ويست (الأب بالتبني لإيريس) أستاذ جامعة سنترال سيتي بتصميم زي آلن والخاتم الذي يخزنه بينما يكون آلن في هويته المدنية. يمكن للخاتم طرد الملابس المضغوطة عندما يحتاجها آلين وامتصاصها مرة أخرى بمساعدة غاز خاص يقلص حجم البدلة. بالإضافة إلى ذلك، اخترع آلين جهاز المشي الكوني، وهو جهاز يسمح بالسفر عبر الزمن بدقة. اُستقبل آلن بحرارة من قبل زملائه الأبطال الخارقين، لدرجة أن جميع عدائي السرعة الذين يأتون بعده غالبًا يُقارون به. يقول باتمان في النهاية: "باري هو نوع الرجل الذي كنت أتمنى أن أصبحه لو لم يُقتل والداي".

### رابطة العدالة
كما هو موضح في العدد التاسع من رابطة العدالة الأمريكية، عندما يتسلل محاربو من الفضاء إلى الأرض لإخضاع الكوكب، يتحد بعض من أعظم الأبطال في العالم، ومن بينهم آلن. وبينما يهزم الأبطال الخارقون كل على حدة معظم الغزاة، يقعون فريسة لكائن فضائي واحد وفقط من خلال العمل معًا يتمكنون من هزيمة المحارب. بعد ذلك، يقررون تأسيس رابطة العدالة.
على مر السنين، يُصوّر باري على أنه يشعر بالانجذاب قليلاً إلى بلاك كاناري وزاتانا ولكنه لا يخوض أي علاقة لأنه يشعر أن حبه الحقيقي هو آيريس ويست التي يتزوجها في النهاية. كما يصبح آلن صديقًا جيدًا لفانوس الأخضر (هال جوردان)، والذي سيصبح فيما بعد موضوع السلسلة المحدودة فلاش والفانوس الأخضر: الشجاع والجريء.
في العدد 123 من فلاش بعنوان "فلاش عالمان"، يُنقل آلن إلى أرض-2 حيث يلتقي بجاي جاريك، فلاش الأصلي في استمرارية دي سي؛ حيث يكتشف أن مغامرات جاي جاريك نُقلت على شكل كتاب قصص مصورة على أرض-1. تبادر هذه القصة القصيرة بكون متعدد لشركة دي سي واستُكملت في إصدارات فلاش وفي تحالفات بين رابطة العدالة الأمريكية للأرض-1 وجمعية العدالة الأمريكية [الإنجليزية] للأرض-2. في القصة من العدد 179 من فلاش بعنوان "فلاش - حقيقة أم خيال؟"، يُلقى آلن في الكون الذي يُسمى في النهاية أرض-برايم، وهو تمثيل لعالمنا، حيث يطلب مساعدة محرر مجلة فلاش المصورة جوليوس شوارتز لبناء جهاز المشي الكوني حتى يتمكن من العودة إلى الوطن. كما حصل على مساعد وحامي له ابن شقيق آيريس، والي ويست، الذي يكتسب سرعة فائقة في حادث مشابه للحادث الذي منح آلن قواه.

### المأساة
مع مرور الوقت، يتزوج باري من صديقته آيريس ويست، التي تكتشف هويته المزدوجة لأن آلن يتحدث أثناء نومه. تحتفظ بهذا السر، ويكشف لها عن هويته في النهاية بإرادته الحرة وبإقناع مورينو. كُشف في النهاية أن آيريس مُتبناه وقد أُرسلت طفلة من القرن الثلاثين.
في الثمانينيات، بدأت حياة فلاش في الانهيار. قُتلت آيريس على يد زوم (شرير خارق من القرن الخامس والعشرين كان يحبها منذ فترة طويلة وكان يشعر بالغيرة من آلن)، وعندما يستعد آلن للزواج من امرأة أخرى، يحاول زوم نفس الخدعة مرة أخرى. يوقفه آلن، ويقتل زوم في هذه العملية عن طريق كسر رقبته. لسوء الحظ، عندما يتعذر على باري حضور حفل زفافه الخاص، تنتهي خطيبته بالجنون.
يُحاكم باري بتهمة القتل فيما يتعلق بموت زوم، وأُدين من قبل هيئة المحلفين. عندما يخبره أحد المحلفين ناثان نيوبري، الذي تسيطر عليه عقل من المستقبل، أن الشرير فلاش العكسي (الذي يعلم آلن أنه مات) غسل دماغ هيئة المحلفين على هذا الحكم، يهرب فلاش من محاكمته. ثم يتعرض فلاش للهجوم من قبل فلاش العكسي، ويدرك أن إجابات هذا اللغز، واستعادة سمعته الطيبة، تكمن في المستقبل، لذلك يستخدم نيوبري جهازًا زمنيًا لإرسالهم إلى الأمام. يكتشفان أن أبرا كدابرا قد تنكر في زي فلاش العكسي لتشويه سمعة فلاش. بعد هزيمة كدابرا، يتراجع إلى المستقبل ليعود إلى آيريس، بعد أن علم أن روح آيريس قد انجذبت بالفعل إلى القرن الثلاثين، ومُنحت جسدًا جديدًا (وكانت في الواقع العقل الذي يسكن نيوبري). تنتهي القضية الأخيرة من فلاش بقبلة عاطفية بين فلاش وآيريس وتعليق "وعاشا في سعادة دائمة ... لفترة من الوقت". هناك بعض الإشارات في العدد الأخير (فلاش # 350) إلى الأحداث القادمة، وموت فلاش الوشيك.
في القصة المثيرة للجدل أزمة الهوية (الموضوعة ضمن استمرارية ما بعد الساعة الصفر)، كُشف أنه بعد ستة أشهر من وفاة آيريس، صوّت باري وأربعة أعضاء آخرين في رابطة العدالة للسماح لزاتانا بتعديل عقل دكتور لايت، مما أدى إلى إخصائه عقليًا بشكل أساسي. عندما يكتشف باتمان ما كانت تفعله الرابطة، قامت الرابطة بتعديل ذكرياته أيضًا على الرغم من اعتراض جرين أرو. تعافى كل من دكتور لايت وباتمان في النهاية من عمليات مسح العقل الخاصة بهما؛ يتعهد دكتور لايت بالانتقام من الأبطال بينما يفقد باتمان الثقة والإيمان بحلفائه.

### أزمة العوالم المتعددة
بعد المحاكمة، يتقاعد آلن وينضم إلى آيرس في القرن الثلاثين. وبعد بضعة أسابيع فقط من السعادة، تتدخل أزمة العوالم المتعددة، ويُقبض على آلن من قبل أنتي-مونيتور ويُنقل إلى عام 1985؛ وفقًا للأنتي-مونيتور، فإن فلاش هو الكائن الوحيد القادر على السفر إلى عوالم أخرى حسب الرغبة، لذلك لم يستطع أنتي-مونيتور السماح له بالبقاء حراً. يهرب آلن ويُحبط خطة أنتي-مونيتور لتدمير الأرض بمدفع مضاد للمادة، وخلق دوامة سرعة لسحب القوة، لكنه يموت في هذه العملية لأن القوة أصبحت أكثر من اللازم لجسده. قيل إن آلن يسافر عبر الزمن ويصبح البرق نفسه الذي يمنحه قواه، لكن يُلمح بقوة لاحقًا أن روح بارى تقيم في قوة السرعة، المصدر الغامض وفالهالا المفتوحة لجميع السريعين الموتى، ومنها يستمد الأحياء قواهم. بعد وفاة آلن، يتولى كيد فلاش والي ويست، ابن أخيه ورفيق دربه، عباءة فلاش.

#### بعد الوفاة
مارف وولفمان، كاتب أزمة العوالم المتعددة، صرح مرارًا وتكرارًا أنه ترك ثغرة في السيناريو تسمح بإعادة تقديم بارى آلن، دون تعديل تاريخي، إلى استمرارية دي سي كوميكس. ألمح وولفمان لأول مرة إلى الثغرة في مقدمة الطبعة الأصلية المجمعة من أزمة على عوالم لا متناهية، ثم شرحها بالكامل لاحقًا على موقعه الإلكتروني. ستسمح هذه الثغرة للكاتب بسحب بارى من هروله اليائس لإبادة مدفع المادة المضادة. ومع ذلك، سيعلم بارى أنه يجب عليه في يوم من الأيام إنهاء هروله المميت، وسيصبح أكثر عزمًا على استخدام سرعته لمساعدة الآخرين.
في ديدمان: ميت مرة أخرى، بارى هو أحد الأبطال الذين تساعد روح ديدمان في دخول الجنة، وقصة السهم الأخضر "جعبة" تصور بارى آلن في الجنة. يبدو أن روحه لا تزال على قيد الحياة داخل قوة السرعة، إلى جانب ماكس ميركوري وسريعين آخرين.
في كوازار من مارفل كوميكس، الصادر بين ديسمبر 1990 ومايو 1994، يدخل بارى آلن المصاب بفقدان الذاكرة، الذي يخطئ في تذكر اسمه باسم "باريود الين" وقوة السرعة باسم "هايبرفورس"، ويتفاجأ بامتلاكه "شكلًا" مرة أخرى، إلى عالم مارفل في منتصف السباق العظيم ليكون "أسرع رجل حي" بعد أن تجاوز اللاعبون تقاطع الالتواء الأول، حيث يكتشفه العداء الذي ينسقها ويدعوه للمشاركة في سباقه. يهزم العديد من السريعين الآخرين (كويك سيلفر، كوازار، ذا ويذر، كابتن مارفل، سبيد ديمون، بلاك راسر، سوبر صابر، وماكاري)، ويُعلن أنه "أسرع رجل حي"، وهو لقب يعتقد أنه يشعر أنه "صحيح"، على الرغم من أنه لم يستعد ذاكرته خلال وقته في الكون. يتبنى لاحقًا الاسم المستعار "فاست فوروارد"، قبل أن يعود إلى عالمه الأصلي بمساعدة ماكاري.

### الإرث
آيريس حامل ولديها طفلان يتمتعان بقوى السرعة الفائقة، التوأمان تورنادو، اللذان يلتقيان لاحقًا بـ"فيلق الأبطال الخارقين". في البديل الكوني المعروف باسم "الأرض-247"، كل واحد من أطفالهما ينجب أطفالًا آخرين يتمتعون بقدرات السرعة. أحدهم، جيني أوجناتس، يكبر ليصبح "إكس إس" عضوًا في "فيلق الأبطال الخارقين"، بينما الآخر، بارت ألن، يولد باستقلاب متسارع يسرعه الشيخوخة، ويُرسل إلى القرن العشرين حيث يُعالج على يد والي ويست. يبقى هناك كـ"إمبولس" الخارق تحت وصاية ماكس ميركوري، ويصبح لاحقًا "كيد فلاش" الثاني كعضو في "التيتانز الشباب". بعد عام واحد من أحداث "الأزمة اللانهائية"، يصبح بارت "فلاش" الرابع حتى يُقتل فجأة على يد مستنسخه "إينيرشيا" و"الأوغاد". يستعيد والي بعد ذلك هوية "فلاش". يعيد إحياء بارت لاحقًا كـ"كيد فلاش" من قبل "فيلق الأبطال الخارقين" في القرن الحادي والثلاثين لمحاربة "سوبربوي برايم".

## في الوسائط الأخرى
ظهرت شخصية البرق (باري ألين) في فيلم باتمان ضد سوبرمان: فجر العدالة الذي صدر في سنة 2016. كما ظهر في فيلم الفرقة الانتحارية في مشهد يلقي فيه القبض على كابتن بومرانج. ظهر أيضا في باتمان الجرأة والشجاعة. كما أدى الممثل غرانت غستن في مسلسل البرق. أما في ألعاب الفيديو فقد ظهر في مورتال كومبات: فيرسز دي سي يونيفرس وإنجاستس: غودز أمونغ أص.